# Juliet Campbell
Juliet Jean Campbell (Kingston, 17 marzo 1970) è un'ex velocista giamaicana, campionessa mondiale indoor dei 200 metri piani a Lisbona 2001.

## Palmarès
| Anno | Manifestazione          | Sede         | Evento      | Risultato        | Prestazione | Note                                     |
| ---- | ----------------------- | ------------ | ----------- | ---------------- | ----------- | ---------------------------------------- |
| 1992 | Giochi olimpici         | Barcellona   | 400 m piani | Quarti di finale | 52"12       |                                          |
| 1992 | Giochi olimpici         | Barcellona   | 4×400 m     | 5ª               | 3'25"68     |                                          |
| 1993 | Mondiali                | Stoccarda    | 400 m piani | 7ª               | 51"40       |                                          |
| 1993 | Mondiali                | Stoccarda    | 4×100 m     | Bronzo           | 41"94       |                                          |
| 1993 | Mondiali                | Stoccarda    | 4×400 m     | 4ª               | 3'23"83     |                                          |
| 1996 | Giochi olimpici         | Atlanta      | 400 m piani | Semifinale       | 51"65       |                                          |
| 1996 | Giochi olimpici         | Atlanta      | 4×400 m     | 4ª               | 3'21"69     |                                          |
| 1997 | Mondiali                | Atene        | 200 m piani | Semifinale       | 22"94       |                                          |
| 1998 | Giochi del Commonwealth | Kuala Lumpur | 200 m piani | Argento          | 22"79       |                                          |
| 1998 | Giochi del Commonwealth | Kuala Lumpur | 4×100 m     | Bronzo           | 43"69       |                                          |
| 1999 | Mondiali indoor         | Maebashi     | 200 m piani | 5ª               | 23"11       |                                          |
| 1999 | Mondiali                | Siviglia     | 200 m piani | 8ª               | 22"64       |                                          |
| 2000 | Giochi olimpici         | Sydney       | 200 m piani | Quarti di finale | 23"34       |                                          |
| 2001 | Mondiali indoor         | Lisbona      | 200 m piani | Oro              | 22"64       | Miglior prestazione mondiale stagionale  |
| 2001 | Mondiali indoor         | Lisbona      | 4×400 m     | Argento          | 3'30"79     |                                          |
| 2001 | Mondiali                | Edmonton     | 200 m piani | 4ª               | 22"99       |                                          |
| 2001 | Mondiali                | Edmonton     | 4×100 m     | Bronzo           | 42"40       | Miglior prestazione personale stagionale |
| 2002 | Giochi del Commonwealth | Manchester   | 200 m piani | Argento          | 22"54       |                                          |
| 2002 | Giochi del Commonwealth | Manchester   | 4×100 m     | Argento          | 42"73       |                                          |
| 2003 | Mondiali indoor         | Birmingham   | 200 m piani | Bronzo           | 22"81       | Miglior prestazione personale stagionale |
| 2004 | Mondiali indoor         | Budapest     | 200 m piani | Semifinale       | dns         |                                          |

## Altre competizioni internazionali
1996
- 5ª alla Grand Prix Final ( Milano), 400 m piani - 50"72

1997
- 7ª alla Grand Prix Final ( Fukuoka), 200 m piani - 22"84

1999
- 7ª alla Grand Prix Final ( Monaco di Baviera), 200 m piani - 23"08

2001
- Bronzo alla Grand Prix Final ( Melbourne), 200 m piani - 23"15